# Paróquia Matriz Nossa Senhora da Conceição (Santa Ifigênia)
A Paróquia Matriz Nossa Senhora da Conceição (Santa Ifigênia) ou Basílica Santíssimo Sacramento, também conhecida como Igreja Santa Ifigênia, está localizada na esquina da Avenida Cásper Líbero com a Rua Santa Ifigênia, no bairro de mesmo nome, distrito da República, na cidade de São Paulo. O Viaduto Santa Ifigênia termina em frente à igreja. 

## História
Localizada perto do Vale do Anhangabaú, a atual Igreja de Santa Ifigênia está construída no lugar de uma das mais antigas capelas da cidade, a Capela de Nossa Senhora da Conceição, construída antes de 1720. Essa primeira capela foi reformada a partir de 1794, e, conforme edito do príncipe regente Dom João VI, em 1809 surgiu a paróquia de Nossa Senhora da Conceição e Santa Ifigênia, que deu nome ao largo e ao bairro localizado ao redor da igreja. D. João também determinou que a Irmandade de Santa Ifigênia e Santo Elesbão, cujos membros eram negros alforriados, se estabelecesse na nova igreja.
A igreja colonial foi demolida no início do século XX. O projeto atual foi elaborado pelo arquiteto austríaco Johann Lorenz Madein. A construção da atual igreja começou em 1904, sendo inaugurada, ainda inacabada, em 1910. As obras terminaram por volta de 1913. O estilo arquitetônico da igreja, que nada tem a ver com o antigo edifício colonial, tem um caráter neo-românico com detalhes neogóticos, inspirado em igrejas medievais do norte da Europa. O interior foi ricamente decorado com pinturas, vitrais, púlpitos e um órgão monumental.
Entre 1930 e 1954, em razão da construção da Sé de São Paulo, a Igreja de Santa Ifigênia serviu de catedral da cidade. Em 18 de abril de 1958, foi elevada ao grau de basílica, com nome de Basílica do Santíssimo Sacramento, pelo papa Pio XII. Foi tombada pelo Conselho Municipal de Preservação do Patrimônio Histórico, Cultural e Ambiental da Cidade de São Paulo (CONPRESP) em 1992.

## Arte

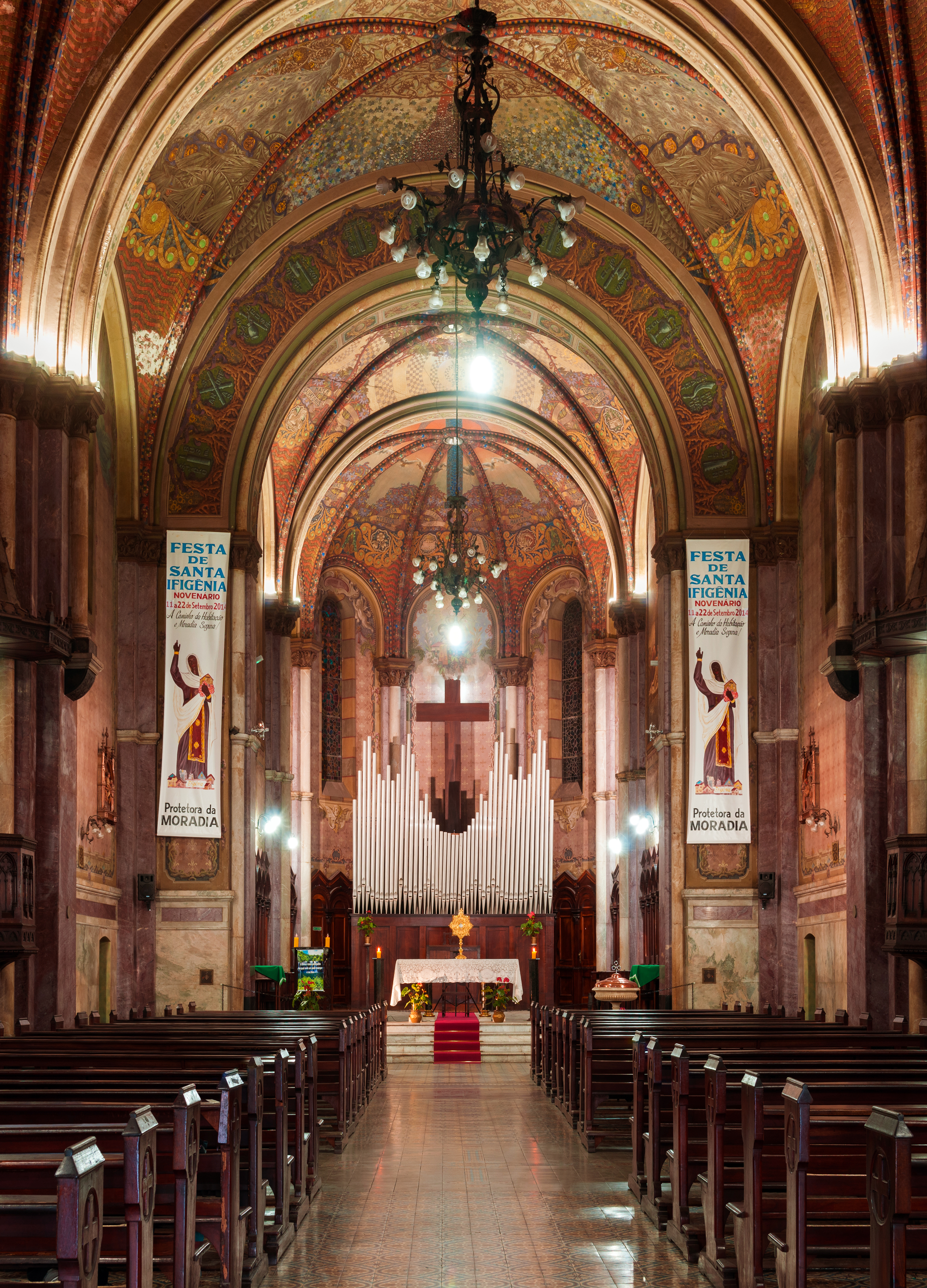
Vista da nave da igreja.

Por fora, a Igreja de Santa Ifigênia é um exemplo de arquitetura revivalista de caráter neorromânico, com duas torres pequenas e uma torre central alta a maciça. As fachadas são decoradas com rosáceas e frisos lombardos, típicos da arquitetura românica medieval. O acesso ao interior se faz por um portal principal de múltiplas arquivoltas de arcos de volta perfeita, também de feição românica.
No interior as paredes e abóbadas estão decoradas com pinturas medievalistas multicoloridas. As três rosáceas e os janelões estão decorados com vitrais trazidos de Veneza. Abaixo de cada uma das rosáceas da nave há uma pintura de autoria de Henri Bernard (c. 1923), uma representando a Sagrada Família e a outra as Bodas de Caná. Outros pintores com obras no interior são Benedito Calixto, Carlos Oswald, os irmãos Enrico e Fernando Bastiglia e Gino Catani entre outros. As abóbadas do interior tem nervuras de inspiração gótica.
A nave tem dois púlpitos neogóticos, esculpidos em madeira, importados da França, em 1920. Um traz um relevo representando São Pedro e o outro São Paulo. Em 1924, foi inaugurado um órgão, fabricado na Casa Walcker Orgelbau, em Ludwigsburg, na Alemanha, e apesar de seu mau estado de conservação atualmente está funcionando parcialmente, na forma de um pequeno positivo instalado no lugar do antigo altar-mor. O restante do órgão está em seu lugar original, o coro, desmontado, aguardando restauro.